# Davee Decker
Davee Decker (* 28. Oktober 1935 in Etowah County, Alabama; † 23. Februar 1976 in Los Angeles, Kalifornien) war eine US-amerikanische Schauspielerin und Model.

## Leben
Davee Decker wuchs in Etowah County auf. Im Jahr 1957 zog sie nach New York City, wo sie fortan als Model tätig war. Sie wirkte bei Veranstaltungen auf dem Laufsteg mit, war in mehreren Werbespots zu sehen und war zudem als Pin-up-Girl in zahlreichen Magazinen abgebildet. Sie wirkte von 1957 bis 1969 in mehreren Filmproduktionen mit, wo sie in einigen Filmen auch Nackt-Auftritte hatte. 1961 verkörperte sie die weibliche Hauptrolle der Stacey Taylor im Nudistploitation-Film Der nackte Reigen.
Decker heiratete am 23. August 1964 den Schauspieler Nicholas Georgiade (1933–2021). Die Ehe blieb kinderlos und wurde im Jahr 1967 wieder geschieden. Decker starb im Februar 1976 im Alter von 40 Jahren.

## Filmografie
- 1957: Junge Rosen im Wind (Les collégiennes)
- 1961: Der nackte Reigen (Diary of a Nudist)
- 1962: K.I.L. 1
- 1962: The Shameless
- 1963: Bunny Yeagers Nude Camera
- 1963: She Should have stayed in Bed
- 1963: Im Paradies der Nackten (Gentlemen Prefer Nature Girls)
- 1964: 1000 Shapes of a Female
- 1964: Strip Poker (The Orgy at Lil’s Place)
- 1965: Touched by Temptation
- 1969: Mysterien der Pornografie (It’s All for Sale)